# Обромпальська Фортуната
Обромпальська (Шуровська) Фортуната (1909, Володимир, Волинська область, Україна – 10 червня 2004, Познань, Польща) – видатна польська фотографка.
Фотографуванням зацікавилась 1935 р. під впливом чоловіка Зигмунта та друга сімʼї Яна Булгака. На початку 1940 рр. мешкала у Вільнюсі. Там у 1941 та 1942 р. вона організовувала дві підпільні фотовиставки.
1945 р. переїхала до Познаня. Відтоді її творчість стала загальновідомою. Її роботи були представлені на багатьох фотовиставках та отримали чимало нагород. 
Отримувала відзнаки Міжнародної федерації фотомистецтва - AFIAP (1953) i EFIAP (1963).
Впродовж 1948-1952 рр. була співредактором першого повоєнного часопису, присвяченого фотографуванню – "Świat Fotografii".
Мала ряд особистих фотовиставок.